# Frida von Uslar-Gleichen

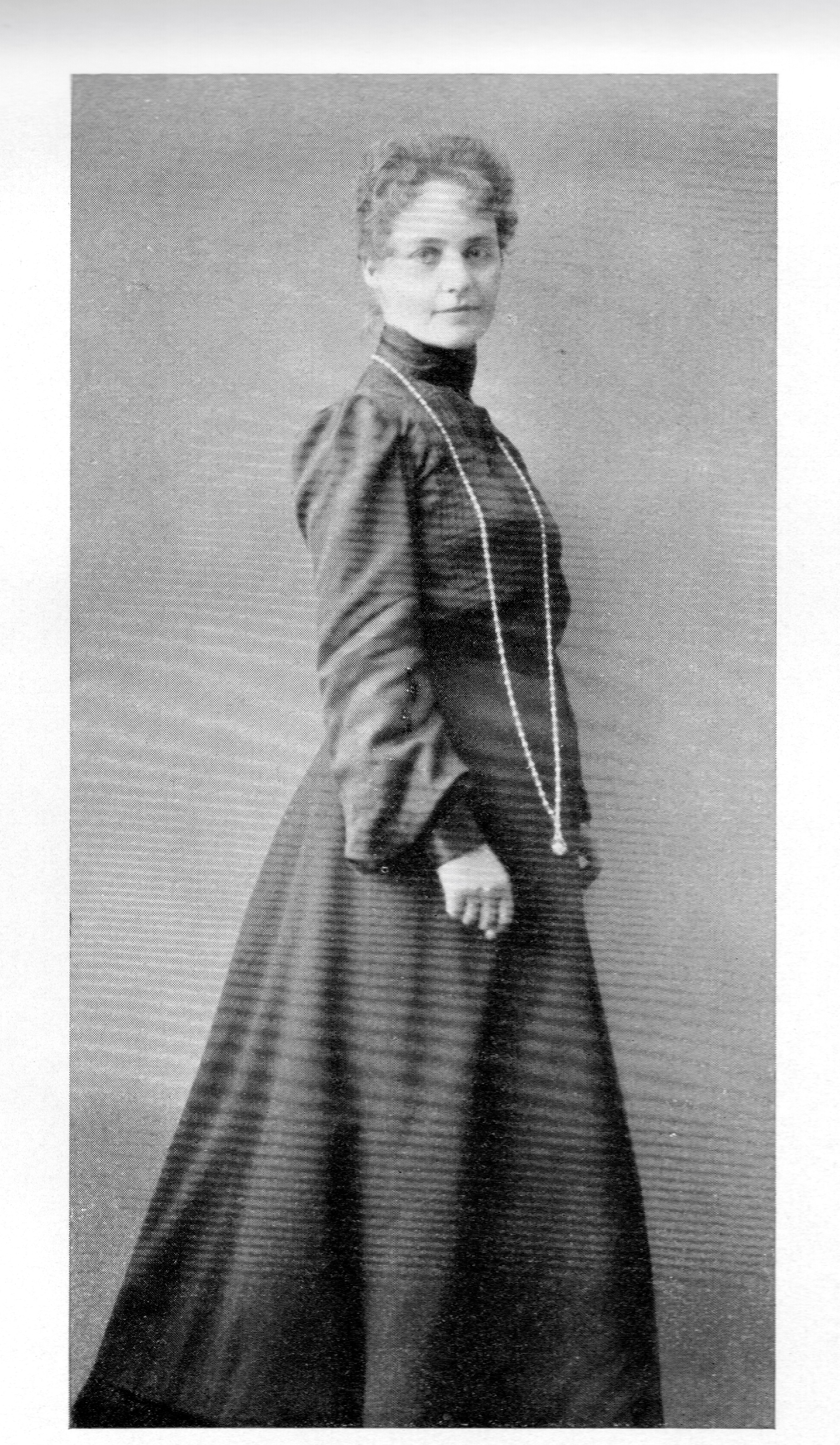
Frida von Uslar-Gleichen ca. 1894

Frida Luise Sophie Minette Beda Bernhardine Freiin von Uslar-Gleichen (* 7. September 1864 in Harburg bei Hamburg; † 13. Dezember 1903 in Göttingen) war eine Angehörige des niedersächsischen Adelsgeschlechts Uslar-Gleichen. Sie war Briefpartnerin und Geliebte des dreißig Jahre älteren Zoologen Ernst Haeckel.

## Leben

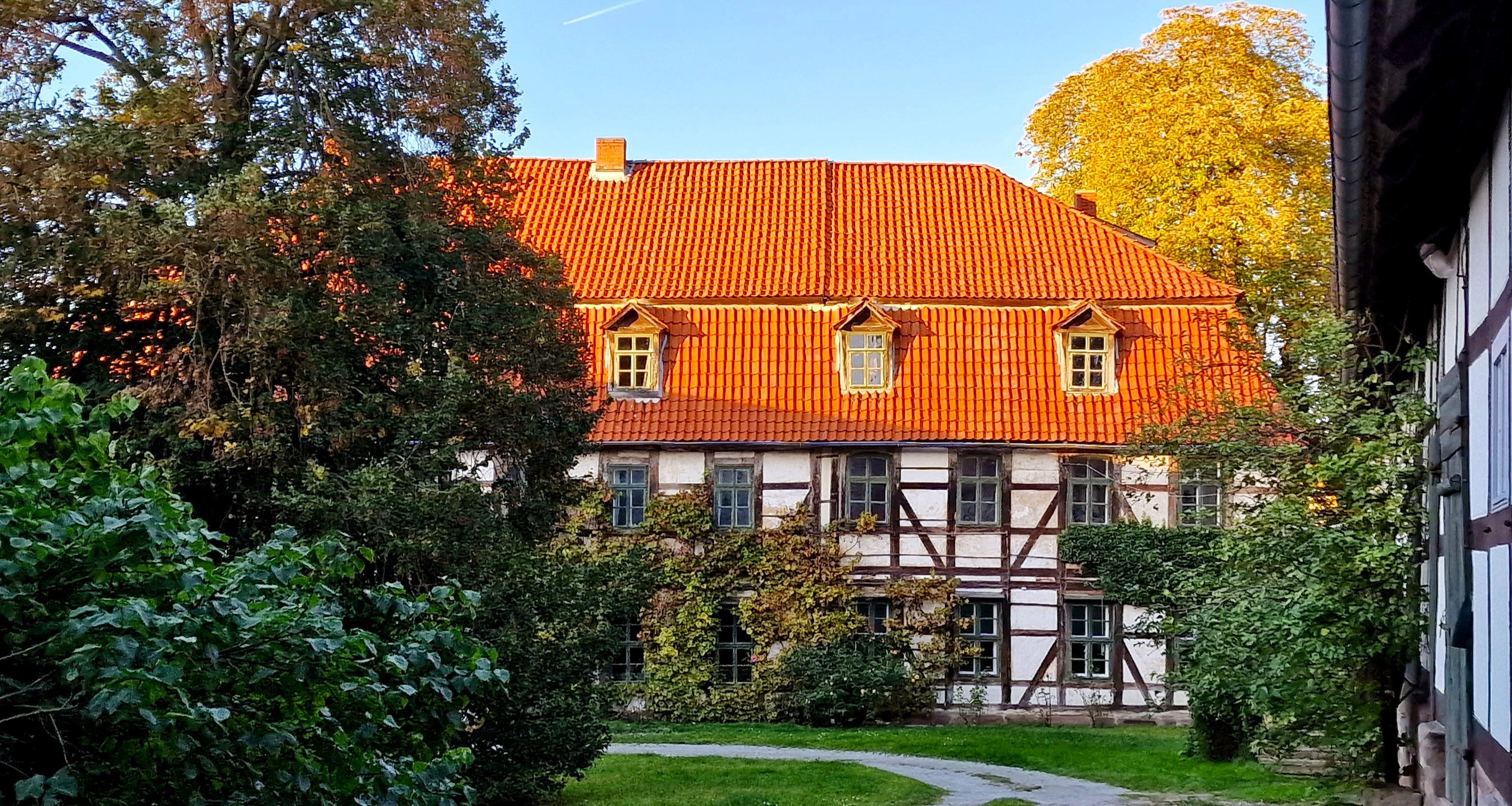
Herrenhaus in Gelliehausen, Wohnhaus von Frida von Uslar-Gleichen

Frida von Uslar-Gleichen war das älteste Kind des Königlich-Preußischen Premierleutnants Bernhard von Uslar-Gleichen (1830–1873) und seiner Ehefrau Anna von Uslar-Gleichen geb. von Weyhe (1833–1915). Nach dem frühen Tod des Vaters lebte sie mit ihrer Mutter und ihren Schwestern bis 1902 in dem Dorf Gelliehausen bei Göttingen, anschließend in Göttingen. Eine normale Schul- bzw. Gymnasialausbildung erhielt die Adlige nicht, sondern wurde durch einen Hauslehrer unterrichtet, wie es in diesem Stande üblich war. Damals war ein Studium für Frauen kaum möglich.
Die Lektüre von Haeckels Natürliche Schöpfungsgeschichte hatte Uslar-Gleichen Anfang 1898 zu einem Brief an Haeckel veranlasst, der der Beginn eines umfangreichen Briefwechsels wurde, in dessen Verlauf sich aus dem gemeinsamen Interesse eine leidenschaftliche Liebe entwickelte. Sie unterstützte Haeckel bei den Korrekturen seiner Werke (zunächst Die Welträtsel), ermahnte ihn zur Objektivität und zur Milderung seiner Polemik. Haeckel war verheiratet und Vater dreier Kinder, sodass diese Beziehung nie wirklich intim wurde. Die Beziehung war ein „steter Kampf zwischen Liebe und Pflicht“. Sie starb in der Folge einer Herzkrankheit, als Haeckel mit seiner Frau Agnes auf einer Reise in Italien war.
Nach ihrem Tod erhielt Haeckel seine Briefe von Fridas Familie zurück, zusammen mit einigen tagebuchartigen Aufzeichnungen. Er ordnete sie sorgsam zusammen mit den Briefen, die sie ihm geschrieben hatte; daher weiß man, dass die Briefpartner jeweils mindestens 400 Briefe schrieben. Als er 1905 sein Lebensende nah fühlte, plante er, seinen gesamten Briefnachlass seinem Freund Bölsche zur Publikation zu überlassen. Davon rückte er später ab; bei seinem Tod 1919 hinterließ er das Material von Frida gesondert seinem Neffen Heinrich, der ihm „wie [s]ein eigener Sohn nahe“ stand. Nach dessen überraschendem Tod im Februar 1921 kam alles in die Hand von Ernst Haeckels Sohn Walter, der es dem Verlag Koehler & Amelang überließ, um daraus eine möglichst marktgängige Publikation zu formen. Das Resultat war eine von Johannes Werner romanhaft gestaltete stark bearbeitete (und kommerziell erfolgreiche) Auswahlpublikation 1927. Nach Angabe von Walter Haeckel wurden dann alle originalen Materialien vernichtet. Tatsächlich ist jedoch knapp die Hälfte erhalten; Norbert Elsner hat 2000 alles in einer sorgfältigen kommentierten Edition herausgebracht.